# Кајена
Кајена (фр. Cayenne) је главни и највећи град француске прекоморске територије Француска Гвајана. Кајена је уједно главни град истоименог департмана и региона. По подацима из 2007, град има 58.008 становинка, и површину од 23,6 km².
Град се налази на истоименом полуострву на ушћу истоимене реке у Атлантски океан.
Кајена је основана 1664. као место за извоз љуте кајенске паприке. Званично је постала град 15. октобра 1879. Дана 11. августа 1888, велики пожар је потпуно уништио град. Од оснивања Центра за свемирска истраживања у оближњем месту Куру, 1965, у Кајени је изграђена савремена инфраструктура, лука и аеродром.
Недалеко од Кајене налази се Ђавоље острво, које је од 1852. до 1946. служило као затвореничка колонија. Због вреле климе и тропских болести, тврди се да само 3% затвореника преживљавало боравак у овој колонији.

## Географија

### Клима
| Клима (Кајена)             | Клима (Кајена) | Клима (Кајена) | Клима (Кајена) | Клима (Кајена) | Клима (Кајена) | Клима (Кајена) | Клима (Кајена) | Клима (Кајена) | Клима (Кајена) | Клима (Кајена) | Клима (Кајена) | Клима (Кајена) | Клима (Кајена)     |
| Показатељ \ Месец          | .Јан.          | .Феб.          | .Мар.          | .Апр.          | .Мај.          | .Јун.          | .Јул.          | .Авг.          | .Сеп.          | .Окт.          | .Нов.          | .Дец.          | .Год.              |
| -------------------------- | -------------- | -------------- | -------------- | -------------- | -------------- | -------------- | -------------- | -------------- | -------------- | -------------- | -------------- | -------------- | ------------------ |
| Средњи максимум, °C (°F)   | 28,8 (83,8)    | 28,9 (84)      | 29,2 (84,6)    | 29,6 (85,3)    | 29,4 (84,9)    | 29,6 (85,3)    | 30,3 (86,5)    | 31,0 (87,8)    | 31,6 (88,9)    | 31,7 (89,1)    | 30,9 (87,6)    | 29,6 (85,3)    | 30,0 (86)          |
| Средњи минимум, °C (°F)    | 22,9 (73,2)    | 22,9 (73,2)    | 23,0 (73,4)    | 23,2 (73,8)    | 23,1 (73,6)    | 22,5 (72,5)    | 22,0 (71,6)    | 21,9 (71,4)    | 21,7 (71,1)    | 21,8 (71,2)    | 22,0 (71,6)    | 22,6 (72,7)    | 22,5 (72,5)        |
| Количина падавина, mm (in) | 439,1 (172,87) | 305,3 (120,2)  | 393,5 (154,92) | 399,5 (157,28) | 599,1 (235,87) | 459,7 (180,98) | 244,3 (96,18)  | 165,1 (65)     | 73,5 (28,94)   | 81,7 (32,17)   | 153,7 (60,51)  | 359,2 (141,42) | 3.673,7 (1.446,34) |
| [ тражи се извор ]         |                |                |                |                |                |                |                |                |                |                |                |                |                    |

## Демографија
| 2011.  |
| ------ |
| 57.229 |

## Партнерски градови
- Салвадор